# Jan Cieciuch
 Jan Cieciuch  (ur. 11 lutego 1974) – polski psycholog, doktor hab. nauk społecznych, nauczyciel akademicki.

## Życiorys
W 1998 roku uzyskał tytuł magistra i dyplom z wyróżnieniem na Wydziale Polonistyki Uniwersytetu Warszawskiego. W 2006 roku otrzymał stopień doktora nauk humanistycznych nadany przez Wydział Psychologii Uniwersytetu Warszawskiego, zaś w 2014 uzyskał stopień doktora habilitowanego nauk społecznych w zakresie psychologii. Wykładał na Wydziale Psychologii Wyższej Szkoły Finansów i Zarządzania w Warszawie i na Katedrze Psychologii Rozwojowej i Wychowawczej Uniwersytetu Kardynała Stefana Wyszyńskiego w Warszawie.

## Nagrody i wyróżnienia
- 2006 – wyróżnienie pracy doktorskiej przez Radę Wydziału Psychologii Uniwersytetu Warszawskiego
- 2008 – Nagroda im. Stefana Szumana w kategorii prac doktorskich podejmujących problematykę rozwoju człowieka, przyznana przez Sekcję Psychologii Rozwojowej Polskiego Towarzystwa Psychologicznego

## Wybrane publikacje
- Zagórska W., Cieciuch J., Buksik D., Axiological aspects of development in youth, Warszawa 2009.
- Cieciuch J., Przydatność falsyfikacjonizmu Karla Poppera w badaniach psychologicznych, [w:] Opisowa metodologia badań psychologicznych. Studia i przykłady, red. R. Stachowski, W. Zeidler Warszawa 2008, s. 83-116.
- Cieciuch J., Relacje między systemami wartości a przekonaniami światopoglądowymi w okresie dorastania, Warszawa 2007.